# 懷恩多特 (印地安納州)
懷恩多特（英語：Wyandotte）是位於美國印地安納州克勞福德縣的一個非建制地區。該地的面積和人口皆未知。

## 地理
懷恩多特的座標為38°13′43″N 86°17′41″W / 38.22861°N 86.29472°W，而該地的平均海拔高度為185米（即607英尺）。